# 情報ランチ
『情報ランチ』（じょうほうランチ）は、NHK青森放送局が1998年4月8日から2018年3月22日まで放送されていた平日昼前のテレビ番組である。

## 概要
- オープニングが変更された2009年度以降も、2008年度までと同様オープニングは、お天気カメラからの映像が流れる。
- 2017年度（2018年3月）をもって、20年にわたる放送が終了。2018年度（2018年4月）からは仙台放送局からの「もりすた!」をネットする。

## 内容

### 2014年4月 - 2018年3月22日（最終回）
- 私のSHAMORI（ＭCが撮影した写真を紹介）
  - 「SHAMORI」については、あっぷるワイドに事実上移動した。
- お知らせ
- 気象情報（全国→県内）
- あっぷるワイドの予告
  - 日によっては、「あっぷるラジオ」の予告を行うこともあった。

### 2009年4月 - 2014年3月
- オープニング（オープニングは2008年度のものと変わらない）
- 月曜日 - リポート・献血情報
- 火曜日 - きらり☆この人
- 水曜日 - とくとくナビ!
- 木曜日 - 食卓の味方!
- 金曜日 - ホッとhot青森
基本的に火曜 - 金曜のコーナーは、前日のあっぷるワイドの後半（生活メモ）で放送されたコーナーの実質再放送扱いとなる。
また、火曜日 - 金曜日共通のコーナーとして「県内のお知らせ」が放送される。
- 気象情報（全国→県内）
- あっぷるワイドの予告[注釈 1]

### 2008年4月 - 2009年3月
- オープニング
天気カメラの映像も紹介される。
- 月曜日
  - 第1・第3…フレッシュ市場情報（このコーナーは、2008年3月31日以前から放送されている。）
  - 第2…アスパム発!ふるさと直送便
  - 第2・第4…ちょっとひといき道の駅
  - 第4…フレッシュ鮮魚情報（このコーナーも、2008年3月31日以前から放送されている。）
- 火曜日
  - 第1…月間ライブラリー
  - 第2・第4…カラダいきいき百科
  - 第3…わくわく!ペットライフ
- 水曜日
  - 第1・第3…旬!旬!クッキング
  - 第2・第4…県美アレコレ
- 木曜日
  - 第1…季節のフラワーアレンジ
  - 第2…とっておきのスイーツ
  - 第3…暮らしに提案 趣味講座
  - 第4…Lets go!あおもり
- 金曜日
  - 全週…あっぷるウォーカー（2008年3月まであっぷるワイドで放送されていた。）
- イベント等の紹介・あっぷるワイドの予告・次回の予告及びテレビ体操の予告
- テレビ体操
なお、テレビ体操は、毎週月曜日は休止、11:30から5分間東京からニュースを放送する場合は中止となる。
2008年4月から9月までは、番組表上「テレビ体操」は独立番組扱いとなっていたため、テレビ体操の予告が、実質エンディングとなった。なお、テレビ体操がない日はテレビ体操の予告がなく、次回の予告でエンディングとなった。
金曜日のエンディングでは、次週の主なコーナーを案内している。

### - 2008年3月
あっぷるワイドで放送された内容等の一部が放送されていた。

## 出演者

### 過去
- 中原美香[注釈 2]
- 田中知子（2012年度から続投）[注釈 3]
- 乘田麻衣子（「あっぷるワイド」と兼務）
- 水口さやか
- 田中麗紗
- 今井温美[注釈 4]
- 宮川香織
  - 今井と宮川は、「あっぷるワイド」へ移動。
- 高橋奈々子
- 権藤麻由子
- 佐藤有希（現：秋田放送アナウンサー）
- 杉本麻依
- 松村恵里
- 久保田和泉
- 小田嶋淑（2008年度第1木曜）
- 千葉伸子（2008年度第2木曜）

## 放送時間

### 現在（最終回時点）
- 2014年4月から 11:50 - 12:00（実質は11:59.55まで）[注釈 5]
緊急警報放送システムの試験信号放送実施日は、1分放送時間短縮の11:59（実質は11:58.55まで）までとなる。

### 過去
- 番組開始から1998年9月まで 11:50 - 12:00
- 1998年10月から2001年9月まで 11:40 - 12:00
- 2001年10月から2004年3月まで 11:30 - 12:00
- 2004年4月から2006年9月まで 11:05 - 12:00[注釈 6]
- 2006年10月から2009年3月まで 11:30 - 12:00[注釈 7][注釈 8]
- 2009年4月から2014年3月まで 11:45 - 12:00

### その他
- 『テレビ伝言板』時代[いつ?]は平日11:40 - 12:00
- 2008年3月までと2008年10月以降は昼前の気象情報を内包の形で実質12:00まで、2008年3月31日から半年間はテレビ体操放送のため、実質11:49までの放送となった。なお、緊急警報放送システムの試験信号放送実施日は、1分放送時間短縮となる。
- 2009年3月まで本番組に内包されていた「テレビ体操」は、2009年4月から東日本大震災発生直前の2011年3月11日まで及び11:40・11:50（第1期）開始時代には11:30からの独立番組で放送された。
- 国会中継やスポーツ中継（概ね高校野球や大リーグ）中継時及び重大災害が発生した時や大事件・緊急ニュースが発生した時などは、番組休止となる[注釈 9]。